# Side Order of Life
Side Order of Life è una serie televisiva statunitense andata in onda per una stagione (13 episodi), proposta da Lifetime la domenica notte.
In Italia è stato mandato in onda da Mya, nell'estate del 2009, il mercoledì sera, dopo la programmazione di un episodio della seconda stagione del telefilm Gossip Girl.
In America fu mandato in anteprima il 15 luglio 2007. Una prima analisi è stata positiva, Variety.com afferma: "lo scrittore-produttore Margaret Nagle porta un livello di spirito del procedimento superiore alla maggior parte chick-lit di ispirazione fiction." The Seattle Times, dopo aver descritto la premessa, ha detto, "Se questo genere di tutti i suoni banale, beh, è di tipo fino a realizzare la linea della storia colpisce il segno, facendo si è richiamato il proprio passi falsi e si rammarica di non aver tenuto meglio carica." 
Il Boston Herald ha dichiarato che Side Order of Life, la nuova commedia di Lifetime vuole essere il nuovo Grey's Anatomy, prende in prestito anche il padre di Meredith per il debutto," ma, nonostante il contenuto della revisione, valutato una 'B' disse: è stato "quasi soddisfacente."
Lifetime ha deciso di non riproporre Side Order of Life per una seconda stagione e nonostante ci fosse anche un pubblico formato da persone con parenti o amici colpiti dal cancro ha deciso di non cambiare idea.
Lifetime ha annunciato subito dopo questa decisione, che ci sarebbe stato l'acquisto dello show Project Runway, anche se la connessione a eventi indipendenti è stata pubblicizzata.

## Trama
Marisa Coughlan interpreta Jenny McIntyre, una fotografa che riconsidera la sua vita dopo che la sua migliore amica, Vivy Porter (Diana-Maria Riva), le rivela che le è stato diagnosticato un cancro. Jason Priestley ritorna a recitare in un telefilm con Ian Denison, il fidanzato di Jenny. Christopher Gartin interpreta il capo di Jenny, Rick Purdy nella rivista In Person; lui ama Vivy, ma lei lo ha respinto.

Jenny si trova in sintonia con l'uomo con cui si ritrova a parlare dopo aver sbagliato numero, provando a chiamare Ian per parlare del matrimonio che secondo lei avrebbe dovuto essere annullato. Mentre Jenny e l'uomo del cellulare continuano a sentirsi, Ian instaura un rapporto con Rebecca, l'altra migliore amica di Vivy, che era venuta a trovare la donna dopo aver scoperto della sua malattia. Nell'ultima puntata i due si sposano, mentre Jenny finalmente riesce ad incontrare di persona l'uomo del cellulare.

## Personaggi e interpreti

### Personaggi principali
- Jenny McIntyre, interpretata da Marisa Coughlan e doppiata da Myriam Catania.
È la fotoreporter del magazine In Person.
- Vivy Porter, interpretata da Diana-Maria Riva e doppiata da Francesca Fiorentini.
È la migliore amica di Jenny, che sta facendo terapia per battere il cancro.
- Rick Purdy, interpretato da Christopher Gartin e doppiato da Marco Vivio.
Editor del magazine In Person è segretamente innamorato di Vivy.
- Ian Denison, interpretato da Jason Priestley.
È l'ex fidanzato di Jenny, che sta intraprendendo una relazione con Rebecca.
- Rebecca, interpretata da Ashley Williams e doppiata da Domitilla D'Amico.
L'altra migliore amica di Vivy. È andata allo stesso college con Ian e al momento è impegnata con lui.

### Personaggi secondari
- Uomo del cellulare, interpretato da Steven Weber e doppiato da Stefano Benassi.
È un uomo che Jenny chiama accidentalmente quando prova a rintracciare Ian, e che continua a chiamare per consigli e supporto.
- Mr. McIntyre, interpretato da Joe Regalbuto.
È il padre di Jenny, e un buon amico di Ian.
- Margot McIntyre, interpretata da Susan Blakely.
È la madre di Jenny.
- Dottoressa Misty Raines, interpretata da Lisa Waltz e doppiata da Sabrina Duranti.
È l'oncologo di Vivy e anche lei soffre di cancro.

## Episodi
| Stagione       | Episodi | Prima TV Originale | Prima TV Italia |
| -------------- | ------- | ------------------ | --------------- |
| Prima stagione | 13      | 2007               |                 |